# Taraxacum simile
Taraxacum simile — вид квіткових рослин з родини айстрових (Asteraceae). Вид зростає в Європі: Данія, Німеччина, Нідерланди, Норвегія, Польща, Швеція; інтродукований до Азорських островів; це багаторічна рослина помірних біомів.